# Valerian Karl
Valerian Karl (* 1988) ist ein österreichischer Filmschauspieler und Grip.

## Leben
Valerian Karl ist der älteste Sohn des Schauspielers Fritz Karl und Bruder von Aaron Karl. Valerian Karl war als Kind und dann in den 2000er-Jahren als Filmschauspieler tätig.
Nach dieser Zeit entschied er sich für eine Tätigkeit hinter der Kamera. Er wurde als Beleuchter, Kamerabühnenassistent und seit 2014 als Kamerabühnenmann (Grip) tätig. In dieser Funktion wirkt er überwiegend bei österreichischen und deutschen Fernsehfilmen und Serien mit.

## Filmografie als Schauspieler
- 1994: Höhenangst
- 1997: Das ewige Lied
- 2000: Julia – Eine ungewöhnliche Frau
- 2005: Ein Paradies für Tiere
- 2009: Der Fall des Lemming